# Kabelo Dambe
Kabelo Dambe (sinh ngày 10 tháng 5 năm 1990) là một cầu thủ bóng đá người Botswana, hiện tại thi đấu cho Bloemfontein Celtic và Đội tuyển bóng đá quốc gia Botswana tại Cúp bóng đá châu Phi 2012 ở vị trí thủ môn.